# District de Derry City and Strabane
Le district de Derry City and Strabane (Derry City and Strabane District en anglais), officiellement appelé Derry City and Strabane, est un district de gouvernement local d’Irlande-du-Nord.
Créé en avril 2015 sous le nom de « cité de Derry and Strabane » et connu sous ce nom jusqu’en 2016, il succède aux districts de Derry et de Strabane.

## Géographie

### Situation administrative
Le district est situé dans le comté de Londonderry, à la frontière avec la république d'Irlande.

### Territoires limitrophes
| République d’Irlande | République d’Irlande                | Lough Foyle                         |
| République d’Irlande | district de Derry City and Strabane | Borough de Causeway Coast and Glens |
| République d’Irlande | District de Fermanagh and Omagh     | District de Mid Ulster              |

## Histoire
Un district de gouvernement local (local government district en anglais) regroupant ceux de Derry et de Strabane est proposé le 30 mai 2008 par le Local Government (Boundaries) Act (Northern Ireland) du 23 mai 2008. Il est formellement créé sous le nom de Derry et de Strabane (Derry and Strabane District) à compter du 1er avril 2015 par le Local Government (Boundaries) Order (Northern Ireland) du 30 novembre 2012.
L’ancienne charte de la corporation du borough de comté de Londonderry s’applique automatiquement au district de Derry and Strabane, qui, ayant le statut de cité, est connu sous le nom de « cité de Derry and Strabane » (Derry and Strabane City), au 1er avril 2015, au moment de l’entrée en vigueur des institutions du district au sens des Local Government (Transitional, Incidental, Consequential and Supplemental Provisions) Regulations (Northern Ireland) du 9 mars 2015.
À la demande du conseil de cité (application), la cité de Derry and Strabane devient le district de Derry City and Strabane par un décret du département de l’Environnement du 18 janvier 2016 avec effet au 24 février suivant.

## Administration

### Conseil
Le Derry City and Strabane District Council, littéralement, le « conseil du district de Derry City and Strabane », est l’assemblée délibérante du district de Derry City and Strabane, composée de 40 membres (depuis 2015), appelés les conseillers (councillors).
Un maire (mayor) et un vice-maire (deputy mayor) sont élus parmi les conseillers à l’occasion de chaque réunion générale annuelle du conseil de la cité.

### Circonscriptions électorales
Le district de gouvernement local est divisé en autant de sections électorales (wards en anglais) que de conseillers. Celles-ci sont distribuées par zone électorale de district (district electoral area).
| Zone                           | Depuis 2015                                                                                        |
| ------------------------------ | -------------------------------------------------------------------------------------------------- |
| Première zone et ses sections  | Ballyarnett (6 sièges)                                                                             |
| Première zone et ses sections  | - Carn Hill - Culmore - Galliagh - Shantallow - Shantallow East - Skeoge                           |
| Deuxième zone et ses sections  | Derg (5 sièges)                                                                                    |
| Deuxième zone et ses sections  | - Castlederg - Finn - Glenderg - Newtownstewart - Sion Mills                                       |
| Troisième zone et ses sections | Faughan (5 sièges)                                                                                 |
| Troisième zone et ses sections | - Claudy - Eglinton - Enagh - New Buildings - Slievekirk                                           |
| Quatrième zone et ses sections | Foyleside (5 sièges)                                                                               |
| Quatrième zone et ses sections | - Ballymagroarty - Foyle Springs - Madam’s Bank - Northland - Springtown                           |
| Cinquième zone et ses sections | The Moor (5 sièges)                                                                                |
| Cinquième zone et ses sections | - Brandywell - City Walls - Creggan - Creggan South - Sheriff’s Mountain                           |
| Sixième zone et ses sections   | Sperrin (7 sièges)                                                                                 |
| Sixième zone et ses sections   | - Artigarvan - Ballycolman - Dunnamanagh - Glenelly Valley - Park - Strabane North - Strabane West |
| Septième zone et ses sections  | Waterside (7 sièges)                                                                               |
| Septième zone et ses sections  | - Caw - Clondermot - Drumahoe - Ebrington - Kilfennan - Lisnagelvin - Victoria                     |

## Identité visuelle

Logotype (depuis avril 2015).